# 小行星3455
小行星3455（英語：3455 Kristensen）是一颗围绕太阳公转的小行星。1985年8月20日，愛德華·鮑威爾在可可尼诺县发现了此天体。
这颗小行星的绝对星等为359.89082等。
是主帶小行星